# 坂村貞雄
坂村 貞雄（さかむら さだお、1925年（大正14年）10月1日- 2020年（令和2年）3月6日）は、日本の農学者・化学者。位階は従三位。専門は、農芸化学・農産物利用学・天然物有機化学。学位は、農学博士（北海道大学）。北海道大学名誉教授。元帯広畜産大学学長。

## 経歴
群馬県館林市生まれ。1948年（昭和23年）北海道大学農学部卒。同農学部助手。1959年（昭和34年）マサチューセッツ大学に留学。1960年（昭和35年）北海道大学農学部助教授。1968年（昭和43年）同農学部教授。1987年（昭和62年）同農学部長。1989年（平成元年）北海道大学停年退官。同名誉教授。酪農学園大学酪農学部教授。1990年（平成2年）帯広畜産大学8代学長に就任。1996年（平成8年）帯広畜産大学退官。
1961年 北海道大学より農学博士の学位を取得。論文の題は「アミノ酸、蛋白質の光分解と褐変に関する研究 」。
2020年3月6日午前0時24分、札幌市内の病院で死去。94歳没。叙従三位。

## 受賞歴
- 日本農芸化学賞（1964年（昭和39年））
- 日本農学賞（1981年（昭和56年））
- 読売農学賞（1981年（昭和56年））
- 紫綬褒章（1988年）
- 勲二等瑞宝章（2001年（平成13年））

## 主著
- 『農産物利用学』（共著, 朝倉書店, 1973年）
- 『農産食品 : 科学と利用』（共著, 文永堂, 1984年）
- 『最新食品衛生学』（編著, 三共出版, 1991年初版・1998年第3版）
- 『最新食品加工学』（共編著, 三共出版, 1991年初版・1998年第2版）
- 『最新食品学各論』（編著, 三共出版, 1991年初版・1998年第2版）
- 『最新食品学総論』（編著, 三共出版, 1991年初版・1998年第2版）